# Max Dehn
Max Wilhelm Dehn (13. listopadu 1878, Hamburg, Německé císařství – 27. června 1952, Black Mountain, Severní Karolína, Spojené státy) byl německý matematik. Zabýval se především geometrií, topologií a teorií grup.
Dehn studoval pod vedením Davida Hilberta na univerzitě v Göttingenu, kde v roce 1900 získal doktorát. V letech 1921 až 1935 přednášel na univerzitě ve Frankfurtu, v roce 1938 byl nucen kvůli nacistickému režimu emigrovat z Německa. Od roku 1940 žil v Spojených státech, kde měl problémy s hledáním adekvátní pracovní pozice. Od roku 1944 přednášel na Black Mountain College, přičemž byl jediným matematikem, který na této škole kdy působil.
Max Dehn je známý zejména jako autor jednoho z prvních systematických výkladů topologie a díky práci v oblasti reprezentace grup.